# Championnat de Tunisie de football 1955-1956
Navigation
Saison précédente Saison suivante
La saison 1955-1956 du championnat de Tunisie de football est la neuvième édition de la première division tunisienne à poule unique, la Ligue Professionnelle 1 et la première après l'indépendance. Les douze meilleurs clubs tunisiens jouent les uns contre les autres à deux reprises durant la saison, à domicile et à l'extérieur. En fin de saison, le dernier du classement est directement relégué en deuxième division ; il est remplacé par le champion de Ligue Professionnelle 2.
C'est le Club sportif de Hammam Lif qui termine en tête du championnat et remporte donc son premier titre de champion. Il devance l'Étoile sportive du Sahel de trois points et le Club africain de huit points.

## Clubs participants
- Club sportif de Hammam Lif
- Étoile sportive du Sahel
- Club africain
- Espérance sportive de Tunis
- Club athlétique bizertin
- Union sportive de la marine de Ferryville
- Stade tunisien
- Club tunisien
- Sfax railway sport
- Olympique de Tunis
- Patrie Football Club bizertin
- Patriote de Sousse

## Compétition

### Classement
Le barème de points servant à établir le classement se décompose ainsi :
- Victoire : 3 points
- Match nul : 2 points
- Défaite : 1 point

| Rang | Équipe                                    | Pts | J  | G  | N | P  | Bp | Bc | Diff |
| ---- | ----------------------------------------- | --- | -- | -- | - | -- | -- | -- | ---- |
| 1    | Club sportif de Hammam Lif                | 58  | 22 | 15 | 6 | 1  | 56 | 15 | +41  |
| 2    | Étoile sportive du Sahel                  | 55  | 22 | 15 | 3 | 4  | 54 | 28 | +26  |
| 3    | Club africain                             | 50  | 22 | 12 | 4 | 6  | 43 | 21 | +22  |
| 4    | Espérance sportive de Tunis               | 50  | 22 | 11 | 6 | 5  | 38 | 21 | +17  |
| 5    | Club athlétique bizertin                  | 48  | 22 | 11 | 4 | 7  | 36 | 22 | +14  |
| 6    | Union sportive de la marine de Ferryville | 43  | 22 | 8  | 5 | 9  | 41 | 27 | +14  |
| 7    | Stade tunisien (C)                        | 43  | 22 | 9  | 3 | 10 | 43 | 41 | +2   |
| 8    | Club tunisien                             | 40  | 22 | 5  | 8 | 9  | 25 | 35 | -10  |
| 9    | Sfax railway sport                        | 39  | 22 | 7  | 3 | 12 | 34 | 43 | -9   |
| 10   | Olympique de Tunis                        | 37  | 22 | 6  | 3 | 13 | 25 | 48 | -23  |
| 11   | Patrie Football Club bizertin             | 37  | 22 | 5  | 5 | 12 | 35 | 71 | -36  |
| 12   | Patriote de Sousse                        | 28  | 22 | 2  | 2 | 18 | 19 | 71 | -52  |

|  | Champion de Tunisie 1955-1956                                                                |
|  | Relégation directe en deuxième division                                                      |
|  | (T) Tenant du titre (C) Vainqueur de la coupe de Tunisie (P) Club promu de deuxième division |

### Matchs
| Résultats (▼dom., ►ext.)      | CSHL | ESS | CA  | EST | CAB | USMF | ST   | CT  | SRS | OT  | PFCB | PS  |
| Club sportif de Hammam Lif    |      | 5-1 | 3-3 | 2-0 | 2-1 | 3-0  | 1-0  | 4-0 | 1-0 | 3-2 | 3-1  | 7-1 |
| Étoile sportive du Sahel      | 0-0  |     | 2-1 | 2-1 | 1-1 | 1-0  | 1-0  | 1-0 | 5-2 | 8-1 | 3-2  | 4-1 |
| Club africain                 | 0-0  | 0-1 |     | 2-1 | 3-0 | 0-1  | 1-0  | 1-0 | 2-1 | 4-0 | 3-0  | 6-1 |
| Espérance sportive de Tunis   | 1-0  | 1-0 | 2-1 |     | 1-0 | 2-0  | 1-1  | 4-1 | 5-1 | 1-1 | 3-0  | 2-1 |
| Club athlétique bizertin      | 0-0  | 2-2 | 1-0 | 0-0 |     | 2-0  | 3-1  | 6-2 | 4-0 | 1-0 | 2-1  | 4-1 |
| US de la marine de Ferryville | 0-0  | 5-3 | 3-1 | 2-2 | 1-0 |      | 2-0  | 4-3 | 2-3 | 6-1 | 5-1  | 4-3 |
| Stade tunisien                | 1-0  | 3-0 | 0-1 | 2-1 | 1-0 | 5-1  |      | 1-1 | 0-0 | 5-1 | 2-0  | 2-1 |
| Club tunisien                 | 2-2  | 3-1 | 0-2 | 1-0 | 1-0 | 2-0  | 0-0  |     | 1-1 | 1-0 | 0-0  | 6-0 |
| Sfax railway sport            | 1-3  | 2-1 | 1-2 | 2-1 | 2-1 | 3-2  | 3-1  | 3-0 |     | 3-3 | 2-1  | 4-1 |
| Olympique de Tunis            | 2-6  | 1-5 | 1-1 | 2-2 | 1-0 | 5-4  | 1-10 | 2-2 | 3-2 |     | 2-0  | 6-1 |
| Patrie Football Club bizertin | 1-5  | 2-3 | 1-1 | 0-0 | 0-2 | 1-1  | 3-7  | 2-0 | 2-1 | 5-0 |      | 3-0 |
| Patriote de Sousse            | 1-5  | 1-5 | 1-7 | 4-1 | 1-2 | 0-5  | 0-0  | 1-1 | 2-1 | 1-0 | 4-1  |     |

## Bilan de la saison
| Championnat de Tunisie de football 1955-1956 |                                        |
| Champion                                     | Club sportif de Hammam Lif (1er titre) |
| Coupes et trophées                           |                                        |
| Vainqueur de la Coupe de Tunisie 1955-1956   | Stade tunisien                         |
| Promotions et relégations                    |                                        |
| Promus en Ligue Professionnelle 1            | Jeunesse sportive métouienne           |
| Relégués en Ligue Professionnelle 2          | Patriote de Sousse                     |

## Classement de buteurs
- 25 buts : Habib Mougou (Étoile sportive du Sahel)
- 13 buts : 
  - Boubaker Haddad (Club athlétique bizertin)
  - Mounir Kebaili (Club africain)
- 11 buts : 
  - Hédi Braiek (Stade tunisien)
  - Norbert Michel (Union sportive de la marine de Ferryville)
- 10 buts : 
  - Tijani Essafi (Club tunisien)
  - Amédée Scorsone (Olympique de Tunis)
  - Chedly Bouzid (Club athlétique bizertin)
  - Noureddine Diwa (Stade tunisien)

## Champion
- Club sportif de Hammam Lif (CSHL)
  - Effectif : Abdesselem[Qui ?], Abdelaziz Labreche Zouari, Ahmed Azzouna « Hammouda », Mustapha Mennaoui « El Askri », Gaëtano Chiarenza, Mokhtar Arribi, Trabelsi[Qui ?], Azzouz[Qui ?], Saad Karmous, Abdelkader Zerar, Mejri Henia, Abdelhafidh Bazine, Amor Laafif, Ali Ben Jeddou, Noureddine Ben Smail « Didine »
  - Entraîneur :  George Berry